# 오산운암주공
오산운암주공(영어:  LH Osan Unam APT.
)은 대한민국 경기도 오산시  부산동, 오산동, 원동에 위치한 대규모 아파트 단지이다. 1999~2000년에 완공하였다. 총합 77개동, 총합 6,731세대이다.